# Fontanella (Austria)
Fontanella – gmina w Austrii, w kraju związkowym Vorarlberg, w powiecie Bludenz. Według Austriackiego Urzędu Statystycznego liczyła 438 mieszkańców (1 stycznia 2015).